# Langue à registres
Ne doit pas être confondu avec registre de langue.
Une langue à registres, plus précisément langue à registres de qualité de voix, est une langue dont la phonologie comporte des oppositions de phonation, au niveau de la syllabe, qui servent à établir des distinctions de sens. Dans ces langues, comme le môn, la phonation est donc employée comme unité suprasegmentale.
Le terme de langues à registres est également employé dans un sens différent pour désigner une langue à tons dont les différents tonèmes s'opposent par la hauteur relative de la voix plutôt que par le motif mélodique.
La présence de registres de qualité de voix peut renforcer ou faire partie d'un système tonal. C'est le cas en birman, dont chaque ton s'accompagne d'un registre différent, et en vietnamien, où certains tons s'accompagnent d'une glottalisation.
Le stød du danois et l'intonation brisée (lauztā intonācija) du letton sont des phénomènes comparables.